# Kevin Brooks (cestista)
Kevin Brooks (Beaufort, 12 ottobre 1969) è un ex cestista e allenatore di pallacanestro statunitense, professionista nella NBA, in Europa, Sudamerica e Oceania.

## Carriera
È stato selezionato dai Milwaukee Bucks al primo giro del Draft NBA 1991 (18ª scelta assoluta).